# Хлеб-соль

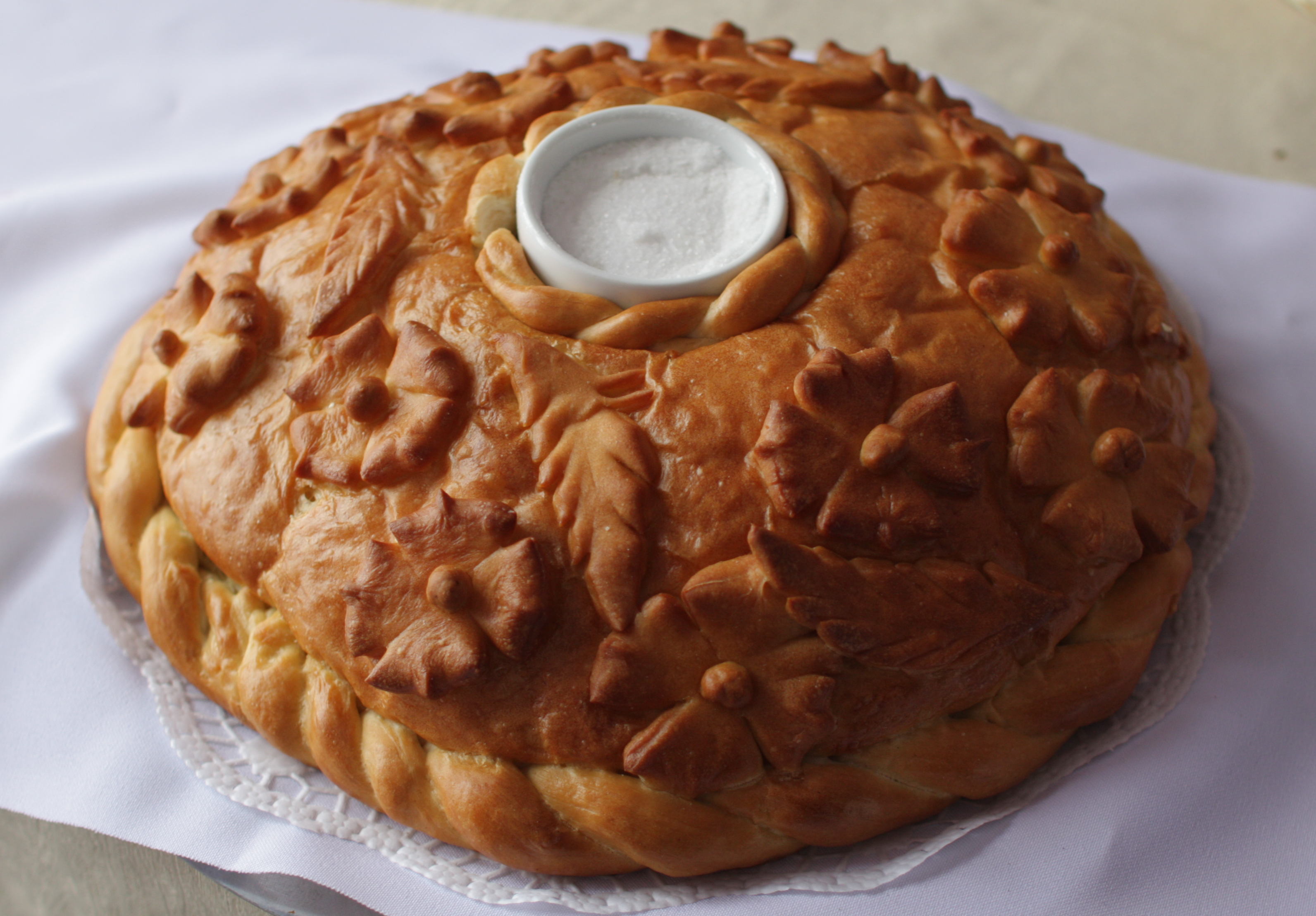
Хлеб-соль на русской свадьбе

Хлеб-соль (хлеб да соль, хлебосо́ль) — сочетание хлеба и соли, характерное для их хранения и использования в быту и в обрядах; обобщённое наименование пищи; приветствие, обращённое к участникам трапезы.
Хлебосольство — радушное угощенье, готовность принимать у себя гостей, угощать их, держать открытый стол и давать званые обеды. Хлебосольный хозяин, хлебосол — радушный угощатель.

## Славянские традиции

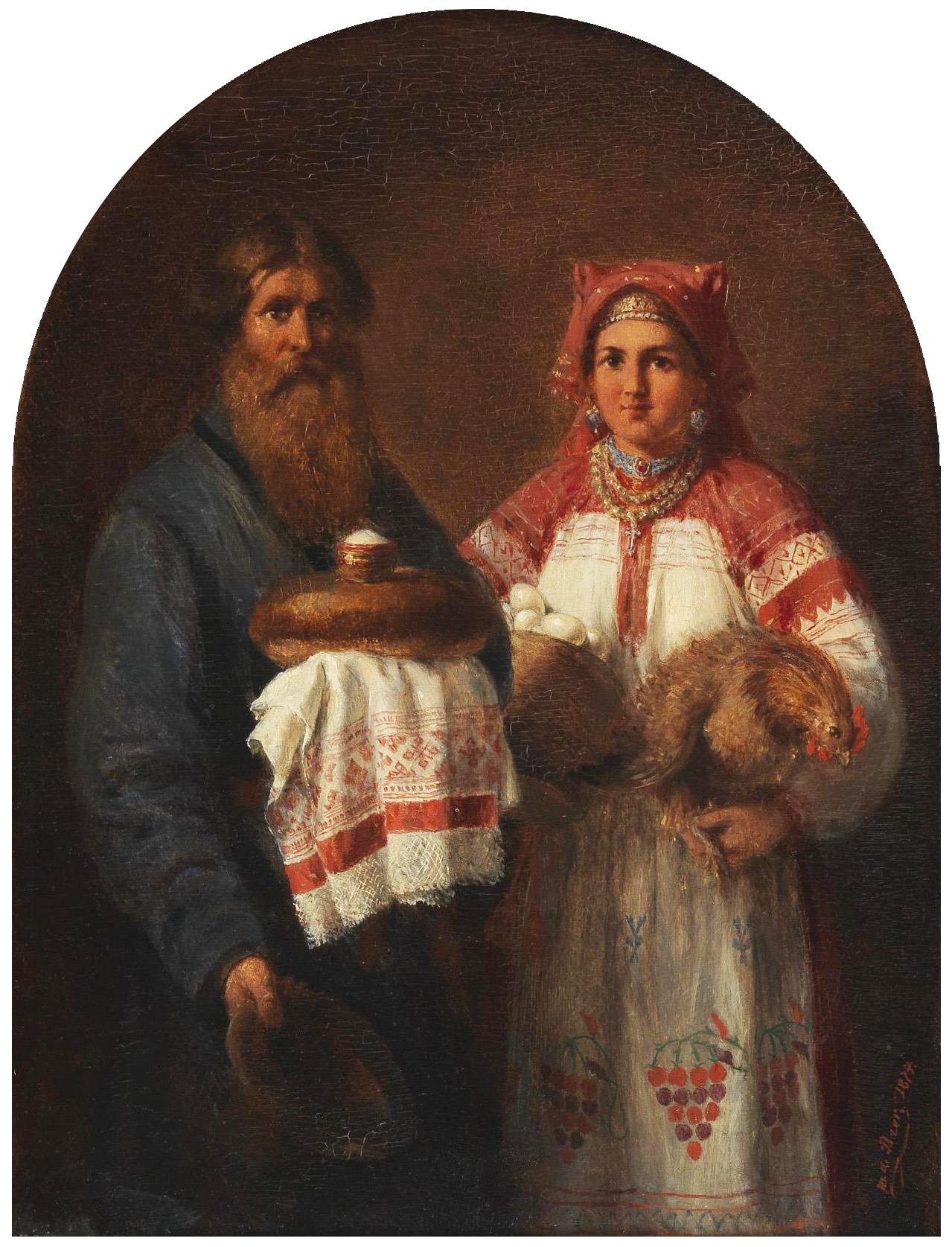
В. А. Бер. «Хлеб да соль». 1874

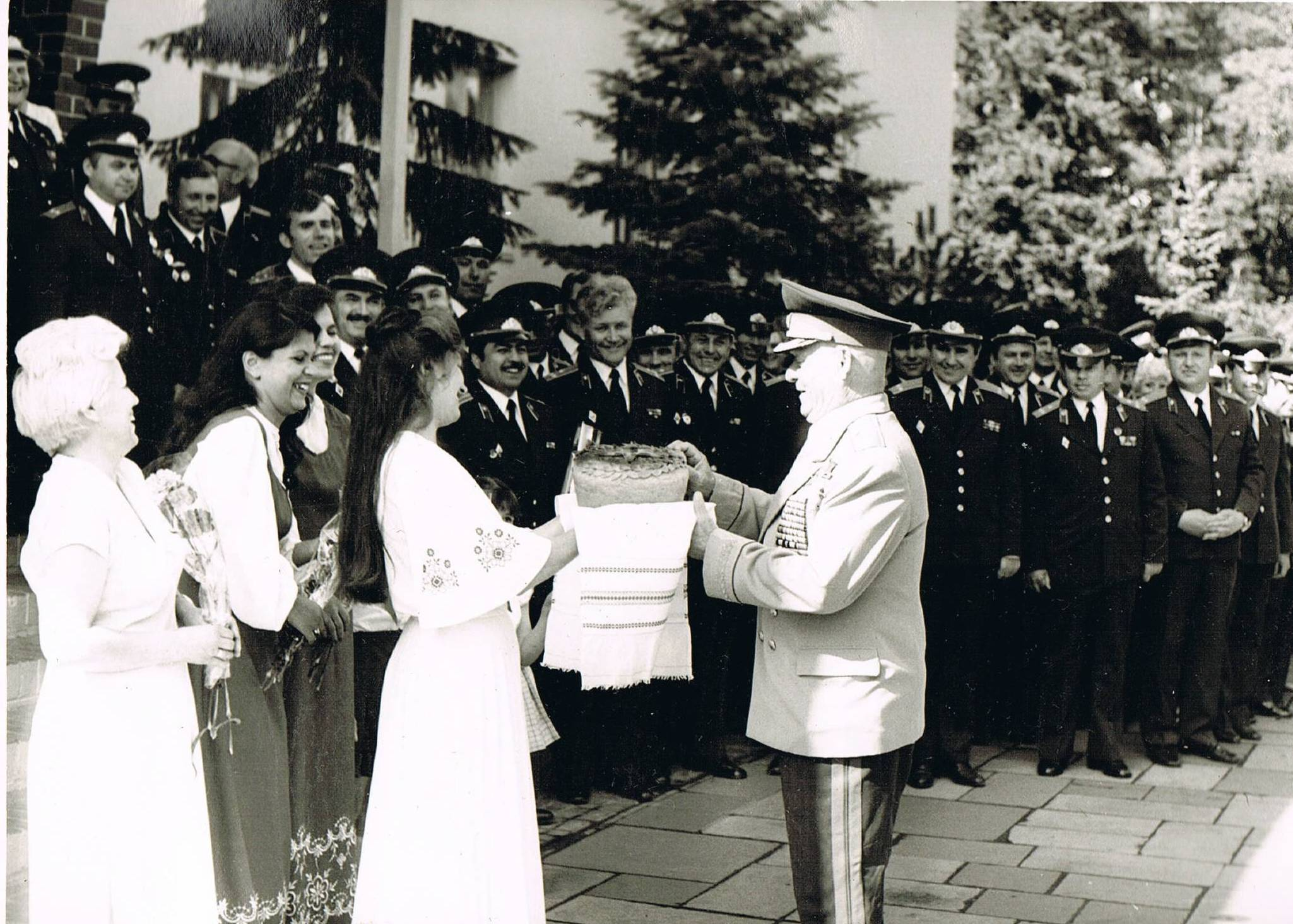
Встреча «хлебом-солью» дважды Героя Советского Союза генерала армии Лелюшенко Д. Д. в родной гвардейской армии ГСВГ, 1984 год

Хлебом и солью встречают Долгих В. И. в 6-й омсбр Берлин 1981

Хлебом-солью встречают Г. Романова в 6-й гв. омсбр Карлсхорст Берлин 1983

Сочетание хлеба и соли у всех славянских народов играло роль ёмкого символа, хлеб олицетворяет богатство и благополучие, а соль защищает от враждебных сил и чар. У русских в начале и в конце обеда советовали съесть для счастья кусочек хлеба с солью. Угощение гостя хлебом-солью устанавливало между ним и хозяином дружеские доверительные отношения; отказ же от них расценивался как оскорбительный жест. В Новгородской губернии в случае, если пришедший в избу отказывался от угощения, ему с обидой говорили: «Как же ты так из пустой избы пойдёшь!» В «Домострое» рекомендовалось напоить недруга и накормить его хлебом да солью, чтобы была «вместо вражды дружба». «Хлебосольными» и сегодня называют радушных гостеприимных хозяев.
Фразе «хлеб да соль» приписывалось в прошлом магическое значение. Как писал Я. Рейтенфельс, если русские «кого застанут за едою, то они кричат ему священные слова: „хлеб да соль“, каковым благочестивым изречением отгоняются, по их убеждению, злые духи». По сообщению А. Поссевино, слова «хлеб да соль» произносят в конце трапезы в знак её окончания: «Московиты также считают, что этими словами отвращается всякое зло».
При поселении в новый дом прежде всего в красном углу размещали икону, хлеб-соль или квашню с тестом.
Чтобы задобрить рассерженного домового, русские селяне клали краюшку хлеба вместе с солью в чистую белую тряпку, во дворе становились на колени и оставляли узелок около ворот со словами: «Хазиин батюшка частнай дамавой, хазяюшка дамавая, матушка частная, вот я вам хлеб-соль принёс!». Угощение домовому оставляют на столбе, на котором держатся ворота.
В Курской губернии, приведя в дом только что купленную корову, хозяйка давала ей с заслонки хлеб-соль и приговаривала: «Как заслонка от печи не отходит, так и ты не отходи от двора». На Ярославщине встречали новокупленное животное обычно в воротах или же давали ему хлеб-соль из открытого окна дома.
В местечке Костюковичи (Климовичский уезд Могилёвской губернии) «выгоняя в первый раз скот в поле, накроют стол скатертью, положат хлеб с солью, зажгут святые свечи, помолятся Богу; потом отрежут окрай хлеба, посыплют солью, завернут в тряпку и выйдут на двор к собранному скоту». Пригнав животных к кустам, хозяин клал под куст на вербную ветку хлеб и, отвесив 30 земных поклонов, произносил: «Хозяин, на тебе хлеб и соль! Паси мой скот, штоб ня было ни якай шкоды!». Сходными приёмами старались умилостивить природных духов: лешего, водяного, полевика, подкустовника, межевика.
Крестьяне Смоленской губернии при пропаже скотины делали «относ русалкам», собирали в узел лапти, онучи, хлеб-соль и относили в лес, оставляя узел на дереве с приговором: «Прошу вас, русалки, мой дар примите, а скотинку возвратите!».
Во время засухи на Житомирщине шли к старому колодцу, впереди 3 вдовы, одна несла икону, другая — хлеб-соль, третья их сопровождала. Все брались за руки, молились, просили послать дождь и трижды обходили колодец.
На Украине в XIX веке сохранялся обычай ритуального кормления Параскевы Пятницы, накануне дня св. Параскевы и в ночь на Страстную пятницу хозяйки застилали стол и ставили на него разведённый мёд (сыть, канун), а в остальное время на ночь с четверга на пятницу оставляли на столе хлеб-соль, кашу и ложку для Пятницы.

## Поговорки
- Хлеб-соль водить (знаться, дружиться с кем)
- Я помню твою хлеб-соль
- От хлеба-соли не отказываются
- Хлеб да соль, и обед пошёл!
- Без хлеба-соли обедать не садятся
- Хлеб-соль кушай, а добрых людей слушай
- Молода: хлебом-солью отца мать не объела
- Без хлеба, без соли худая беседа (половина беседы)
- Хлеб-соль да камень за пазухой носи
- Не за хлебом-солью сказано (дурное слово)
- После хлеба-соли добрые люди семь часов отдыхают
- Хлеб-соль платежом красна
- Хлеб-соль на столе, а руки своё(и)
- Хлеб-соль ешь, а правду режь (или: а правду-матку режь)
- Хлеб-соль водить — не безмен носить (не с безменом ходить)
- Хлеб-соль не бранится (не бранит)
- Боронись хлебом-солью
- Хлеб-соль заемное (взаимное, отплатное) дело
- Кинь хлеб-соль назади, очутится впереди
- Хлеб хлебу брат (о хлебосольстве)
- Хорош тот, кто поит да кормит; а и тот не худ, кто хлеб-соль помнит
- За хлеб, за соль, за щи с квасом, за лапшу, за кашу, за милость вашу (благодарим)!
- «Хлеб-соль!» или «хлеб да соль!» — пожеланье, привет вошедшего в избу во время обеда; ответ: «просим!» или шуточн. «ешь, да свой!»[2]
- Тебе хлеб-соль — мне дрему и сон
- Лучше хлеба с солью не придумаешь